# Marquesado de Larraín
El marquesado de Larraín es un título nobiliario español concedido por el rey Carlos III al chileno José Toribio de Larraín y Guzmán, con el vizcondado previo de Santa Ana, por Real Cédula de 12 de julio de 1787 y Real Despacho de 12 de diciembre de 1790.
El título fue solicitado originalmente por Agustín de Larraín y Lecaros (1746-1784) en la forma de condado, pero entregado tres años luego de su muerte, el 29 de enero de 1787, a su hijo José Toribio como marquesado.

## Historia

### Petición del título
El chileno Agustín de Larraín y Lecaros deseaba un título de Castilla para sí. Utilizando su relación con Agustín de Jáuregui y Aldecoa, entonces Gobernador de Chile y más tarde Virrey del Perú, logró que este último enviara, el 5 de diciembre de 1779, un informe con los méritos y servicios del mismo Larraín y los de los antepasados de este al ministro José de Gálvez y Gallardo, marqués de Sonora, buscando así el título de manos del rey. En respuesta, Gálvez le comunica el 10 de septiembre de 1781 que el rey estaba dispuesto a conceder la gracia, para lo que se requería sólo de una petición adecuada para hacerlo. El 1 de febrero de 1782 fue solicitado por Agustín el título con la denominación de Conde de Larraín, para sí, sus herederos y sucesores, pidiendo se le eximiera de los pagos de lanzas y medias anatas, impuestos que Agustín declaraba no poder pagar por considerarlos excesivos para una familia americana y que sólo harían perder fortuna y lustre a quienes pudiesen ostentar el título. Sin embargo, por Real Orden de 18 de octubre de 1783, el rey Carlos III de España se negó a lo requerido por Larraín. Pasarían casi dos años insistiendo en la obtención del condado eximiéndose de los impuestos, llegando a pedir que, al menos, no se le cobraran lanzas, todo con la ayuda del gobernador Agustín de Jáuregui o del procurador de este en España, Tomás Pérez de Arroyo. Sin embargo renunció a la causa del título, razón por la que el 10 de agosto de 1784, solicitó, en cambio, hacerse con uno de los siguientes empleos del Reino de Chile: Superintendente de la Casa de Moneda, Tesorero de la misma o Fiel Ejecutor del Cabildo de Santiago, estos dos últimos, cargos heredables. Agustín fallece poco tiempo después, el 28 de diciembre de 1784.

### Concesión

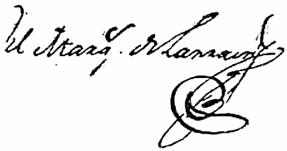
Autógrafo del I marqués del Larraín.

El 17 de julio de 1785, llega de forma póstuma a Chile la noticia de que el rey nombra Caballero de la Orden de Carlos III a Agustín de Larraín, lo que hace que Ana Josefa de Guzmán y Lecaros, su viuda, se diera prisa en pedir que aquella distinción la percibiese su hijo José Toribio de Larraín y Guzmán, además de que el título nobiliario pedido por su padre fuese concedido finalmente a este mismo vástago, sin pagar, al menos, las lanzas. El rey accedió a este último pedido y el 29 de enero de 1787 dio orden a la Cámara de Indias de consignar el despacho correspondiente para otorgar el título a José Toribio con la denominación que su madre deseara. Pagó entonces Ana Josefa de Guzmán, en Madrid, sólo la media anata, correspondiente a 43750 maravedís.
Finalmente, el título se instituye como Marqués de Larraín por Real Despacho de 12 de julio de 1787. En una Real Cédula posterior, el 12 de agosto de 1790, se especificó que el marquesado se extendía a los hijos y herederos de José Toribio, corrigiendo una cédula anterior que mencionaba a hijos y descendientes. Sin embargo, la fecha de creación del título en sí mismo es la de 19 de noviembre de 1781, cuando el rey responde positivamente a lo requerido por Agustín de Larraín, considerándose a este último el receptor inicial de la dignidad.
La cédula de 12 de agosto de 1790 se considera como la definitiva que otorga el título con la denominación tomada, documento que José Toribio de Larraín presenta como parte de las pruebas para ser finalmente Caballero de la Orden de Carlos III.

### Usurpación
El 13 de octubre de 1808 el título de Marqués de Larraín fue usurpado por un comerciante español llamado Pedro Arrué, quien se presentó como el real marqués a Tristan Bunker, capitán de la fragata inglesa Scorpion, embarcación llena de contrabando que se encontraba en Pichidangui. Bajo este engaño, Arrué logró que el gobernador Francisco Antonio García Carrasco se hiciera con el contenido del barco y lo repartiese entre sus cómplices. Bunker fue asesinado para lograr el atraco. En su trampa, Pedro Arrué utilizó la verdadera Cruz de Carlos III que pertenecía a José Toribio de Larraín, la que consiguió por una red de contactos iniciada por la santiaguina Ana Josefa de Irigoyen, quien pidió prestada la insignia al verdadero marqués. Tras el incidente, José Toribio de Larraín, indignado, procuró dejar en claro la decencia de su persona ante la Real Audiencia.

### Sucesión y actualidad

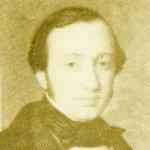
José Rafael Larraín Moxó, hijo del primer titular, quien debió ostentar el marquesado y los mayorazgos.

Debía suceder el título el primogénito de José Toribio de Larraín, José Rafael Larraín Moxó, sin embargo, debido a la abolición de títulos nobiliarios por Bernardo O'Higgins, se dificultaba la sucesión por parte de José Rafael no sólo en el marquesado, sino además en los mayorazgos de Larraín Vicuña y Lecaros Ovalle que le correspondían a la muerte de su padre.
En 1852 se anuncia en la Gazeta Oficial del Estado de España que el título estaba vacante, pero no es hasta el 5 de enero de 1917 cuando lo trata de rehabilitar Victor González de Andía Irarrazábal, junto con los títulos de conde de Quinta Alegre y de vizconde de Santa Clara de Avedillo. Estas reclamaciones no tienen éxito y el 29 de marzo de 1920, el mismo Víctor vuelve a reclamar sólo el título de marqués de Larraín, representado por José de Rújula y de Ochotorena, marqués de Ciadoncha. Sin éxito, Víctor solicita la reanudación del expediente de rehabilitación del título el 18 de noviembre de 1948, tampoco con éxito. Victor González de Andía Irarrazábal sólo cumple su cometido con el condado de Quinta Alegre, que se le rehabilita el 4 de febrero de 1949.
El 29 de noviembre de 1956 el título es tratado de rehabilitar nuevamente, esta vez de la mano de Raimundo Larraín Valdés. Raimundo, conocido coreógrafo y escenógrafo, no logró la rehabilitación, sin embargo se hizo llamar de todas formas marqués de Larraín en el ambiente social europeo.
Otro intento de rehabilitación tiene lugar en 1975 por Teresa Larraín Vial, hija de Alfonso Larraín Santa María, y que fue convocada junto con Raimundo Larraín Valdés a disputar sus derechos. No se logró ninguna rehabilitación. En 1977 fue el mismo Alfonso Larraín Santa María quien solicitó el alza de la caducidad, y esto se hizo saber a Víctor González de Andía Irarrázaval y Blanca Carrillo de Albornoz y Elio, que también habían intentado rehabilitar. En 1982 fue nuevamente la hija de Alfonso Larraín, Teresa, representada por él, quien solicitó el procedimiento, nuevamente sin éxito.
El 14 de agosto de 1989, la madre de Alfonso, Gabriela  Santa María Ovalle, una tataranieta del primer titular (a través de una hija de él, Mercedes Larraín Moxó), inicia los trámites de rehabilitación del marquesado. Finalmente, el 17 de febrero de 1995, se rehabilita el título en Gabriela.
En 1999 el hijo de la segunda marquesa, Alfonso Larraín Santa María, presidente del directorio de Concha y Toro, reclamó el título por cesión de su madre, pero la justicia no se ha pronunció al respecto. Tras su fallecimiento, le sucedió en 2021 Juan Eduardo Ovalle Gandarillas, su pariente, descendiente de Trinidad Larraín Moxó, primogénita del primer marqués.

## Marqueses de Larraín

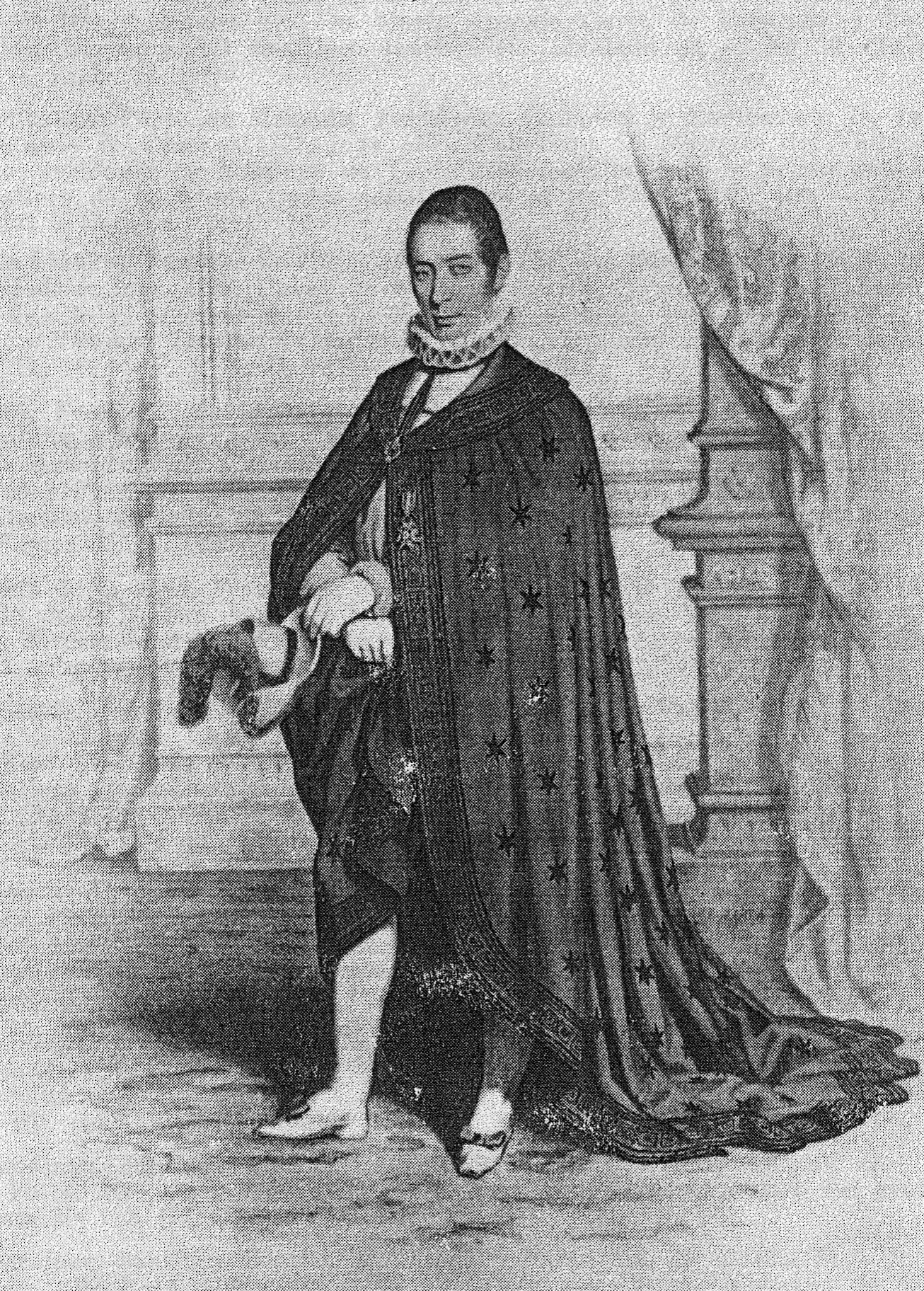
José Toribio de Larraín y Guzmán, primer marqués.

- José Toribio de Larraín y Guzmán (1784-1829), I marqués de Larraín.

Casó con Dolores Moxó y López Fuertes.
Tras la abolición de los títulos nobiliarios en Chile en 1817, largos años de vacancia y numerosos intentos de rehabilitación, la obtuvo en 1995 su tataranieta.
- Teresa Gabriela Luz Santa María Ovalle (1917-2018),[25] II marquesa de Larraín.

Casó con Alfonso Larraín Rozas. Le sucedió, por ejecución de sentencia, su pariente:
- Juan Eduardo Ovalle Gandarillas, (1958), III marqués de Larraín.[26]

Casó con María Loreto del Rosario Garretón Edwards.
La heredera natural del marquesado es la hija mayor del actual marqués, María Loreto de Lourdes Ovalle Garretón.

## Árbol genealógico
| \| \| \| \| \| \| \| \| \| \| \| \| \| Familia Larraín \| \| \| \| \| \| \| \| \| \| \| \| \| \| \| \| \| \| \| \| \| \| \| \| \| \| \| \| \| \| \| \| \| \| \| \| \| \| \| \| \| Agustín de Larraín Lecaros (1746-1784) \| \| \| \| \| \| \| \| \| \| \| \| \| \| \| \| \| \| \| \| \| \| \| \| \| \| \| \| \| \| \| \| \| \| \| \| \| \| \| \| \| \| \| \| \| \| \| \| \| \| \| \| \| \| \| \| \| \| \| \| \| \| \| \| \| \| \| \| \| \| \| \| \| \| \| \| \| \| \| \| \| \| Marqués de Larraín, 1787 \| \| \| \| \| \| \| \| \| \| \| \| \| \| \| \| \| \| \| \| \| \| \| \| \| \| \| \| \| \| \| \| \| \| \| \| \| \| \| \| \| José Toribio de Larraín y Guzmán (1784-1829) I marqués de Larraín \| \| \| \| \| \| \| \| \| \| \| \| \| \| \| \| \| \| \| \| \| \| \| \| \| \| \| \| \| \| \| \| \| \| \| \| \| \| \| \| \| \| \| \| \| \| \| \| \| \| \| \| \| \| \| \| \| \| \| \| \| \| \| \| \| \| \| \| \| \| \| \| \| \| \| \| \| \| \| \| \| \| \| \| \| \| \| \| \| \| \| \| \| \| \| \| \| \| \| \| \| \| \| \| \| \| \| \| \| \| \| \| \| \| \| \| \| \| \| \| \| \| \| Trinidad Larraín Moxó (1811-1886) \| Trinidad Larraín Moxó (1811-1886) \| Trinidad Larraín Moxó (1811-1886) \| Trinidad Larraín Moxó (1811-1886) \| Trinidad Larraín Moxó (1811-1886) \| Trinidad Larraín Moxó (1811-1886) \| \| \| Mercedes Larraín Moxó (1818-1903) \| Mercedes Larraín Moxó (1818-1903) \| Mercedes Larraín Moxó (1818-1903) \| Mercedes Larraín Moxó (1818-1903) \| Mercedes Larraín Moxó (1818-1903) \| Mercedes Larraín Moxó (1818-1903) \| \| \| \| \| \| \| \| \| \| \| \| \| \| \| \| \| \| \| \| \| \| \| \| \| \| \| \| Trinidad Larraín Moxó (1811-1886) \| Trinidad Larraín Moxó (1811-1886) \| Trinidad Larraín Moxó (1811-1886) \| Trinidad Larraín Moxó (1811-1886) \| Trinidad Larraín Moxó (1811-1886) \| Trinidad Larraín Moxó (1811-1886) \| \| \| Mercedes Larraín Moxó (1818-1903) \| Mercedes Larraín Moxó (1818-1903) \| Mercedes Larraín Moxó (1818-1903) \| Mercedes Larraín Moxó (1818-1903) \| Mercedes Larraín Moxó (1818-1903) \| Mercedes Larraín Moxó (1818-1903) \| \| \| \| \| \| \| \| \| \| \| \| \| \| \| \| \| \| \| \| \| \| \| \| \| \| \| \| José Toribio Larraín Larraín \| José Toribio Larraín Larraín \| José Toribio Larraín Larraín \| José Toribio Larraín Larraín \| José Toribio Larraín Larraín \| José Toribio Larraín Larraín \| \| \| Teresa Cerveró Larraín \| Teresa Cerveró Larraín \| Teresa Cerveró Larraín \| Teresa Cerveró Larraín \| Teresa Cerveró Larraín \| Teresa Cerveró Larraín \| \| \| \| \| \| \| \| \| \| \| \| \| \| \| \| \| \| \| \| \| \| \| \| \| \| \| \| José Toribio Larraín Larraín \| José Toribio Larraín Larraín \| José Toribio Larraín Larraín \| José Toribio Larraín Larraín \| José Toribio Larraín Larraín \| José Toribio Larraín Larraín \| \| \| Teresa Cerveró Larraín \| Teresa Cerveró Larraín \| Teresa Cerveró Larraín \| Teresa Cerveró Larraín \| Teresa Cerveró Larraín \| Teresa Cerveró Larraín \| \| \| \| \| \| \| \| \| \| \| \| \| \| \| \| \| \| \| \| \| \| \| \| \| \| \| \| Cristina Larraín Gandarillas \| Cristina Larraín Gandarillas \| Cristina Larraín Gandarillas \| Cristina Larraín Gandarillas \| Cristina Larraín Gandarillas \| Cristina Larraín Gandarillas \| \| \| Jorge Santa María Cerveró \| Jorge Santa María Cerveró \| Jorge Santa María Cerveró \| Jorge Santa María Cerveró \| Jorge Santa María Cerveró \| Jorge Santa María Cerveró \| \| \| \| \| \| \| \| \| \| \| \| \| \| \| \| \| \| \| \| \| \| \| \| \| \| \| \| Cristina Larraín Gandarillas \| Cristina Larraín Gandarillas \| Cristina Larraín Gandarillas \| Cristina Larraín Gandarillas \| Cristina Larraín Gandarillas \| Cristina Larraín Gandarillas \| \| \| Jorge Santa María Cerveró \| Jorge Santa María Cerveró \| Jorge Santa María Cerveró \| Jorge Santa María Cerveró \| Jorge Santa María Cerveró \| Jorge Santa María Cerveró \| \| \| \| \| \| \| \| \| \| \| \| \| \| \| \| \| \| \| \| \| \| \| \| \| \| \| \| \| \| \| \| \| \| \| \| Marquesa de Larraín, 1995 \| \| \| \| \| \| \| \| \| \| \| \| \| \| \| \| \| \| \| \| \| \| \| \| \| \| \| \| \| \| \| \| \| Cecilia Undurraga Larraín \| Cecilia Undurraga Larraín \| Cecilia Undurraga Larraín \| Cecilia Undurraga Larraín \| Cecilia Undurraga Larraín \| Cecilia Undurraga Larraín \| \| \| Gabriela Santa María Ovalle (1917-2018) II marquesa de Larraín \| Gabriela Santa María Ovalle (1917-2018) II marquesa de Larraín \| Gabriela Santa María Ovalle (1917-2018) II marquesa de Larraín \| Gabriela Santa María Ovalle (1917-2018) II marquesa de Larraín \| Gabriela Santa María Ovalle (1917-2018) II marquesa de Larraín \| Gabriela Santa María Ovalle (1917-2018) II marquesa de Larraín \| \| \| \| \| \| \| \| \| \| \| \| \| \| \| \| \| \| \| \| \| \| \| \| \| \| \| \| Cecilia Undurraga Larraín \| Cecilia Undurraga Larraín \| Cecilia Undurraga Larraín \| Cecilia Undurraga Larraín \| Cecilia Undurraga Larraín \| Cecilia Undurraga Larraín \| \| \| Gabriela Santa María Ovalle (1917-2018) II marquesa de Larraín \| Gabriela Santa María Ovalle (1917-2018) II marquesa de Larraín \| Gabriela Santa María Ovalle (1917-2018) II marquesa de Larraín \| Gabriela Santa María Ovalle (1917-2018) II marquesa de Larraín \| Gabriela Santa María Ovalle (1917-2018) II marquesa de Larraín \| Gabriela Santa María Ovalle (1917-2018) II marquesa de Larraín \| \| \| \| \| \| \| \| \| \| \| \| \| \| \| \| \| \| \| \| \| \| \| \| \| \| \| \| Eduardo Ovalle Undurraga \| \| \| \| \| \| \| \| \| \| \| \| \| \| \| \| \| \| \| \| \| \| \| \| \| \| \| \| \| \| \| \| \| \| \| \| \| \| \| \| \| \| \| \| \| \| \| \| \| \| \| \| \| \| \| \| \| \| \| \| \| \| \| \| \| \| \| \| \| \| \| \| \| \| \| \| \| \| \| \| \| \| Juan Eduardo Ovalle Gandarillas (n. 1958) III marqués de Larraín \| \| \| \| \| \| \| \| \| \| \| \| \| \| \| \| \| \| \| \| \| \| \| \| \| \| \| \| |  |  |  |  |  |  |  |  |  |  |  |                                                                   |                                   |                                   |                                   |                                   |                                   |  |  |                                                                |                                                                |                                                                |                                                                |                                                                |                                                                |  |  |  |  |  |  |  |  |  |  |  |  |  |  |
| |  |  |  |  |  |  |  |  |  |  |  | Familia Larraín                                                   |                                   |                                   |                                   |                                   |                                   |  |  |                                                                |                                                                |                                                                |                                                                |                                                                |                                                                |  |  |  |  |  |  |  |  |  |  |  |  |  |  |
| |  |  |  |  |  |  |  |  |  |  |  | Agustín de Larraín Lecaros (1746-1784)                            |                                   |                                   |                                   |                                   |                                   |  |  |                                                                |                                                                |                                                                |                                                                |                                                                |                                                                |  |  |  |  |  |  |  |  |  |  |  |  |  |  |
| |  |  |  |  |  |  |  |  |  |  |  |                                                                   |                                   |                                   |                                   |                                   |                                   |  |  |                                                                |                                                                |                                                                |                                                                |                                                                |                                                                |  |  |  |  |  |  |  |  |  |  |  |  |  |  |
| |  |  |  |  |  |  |  |  |  |  |  | Marqués de Larraín, 1787                                          |                                   |                                   |                                   |                                   |                                   |  |  |                                                                |                                                                |                                                                |                                                                |                                                                |                                                                |  |  |  |  |  |  |  |  |  |  |  |  |  |  |
| |  |  |  |  |  |  |  |  |  |  |  | José Toribio de Larraín y Guzmán (1784-1829) I marqués de Larraín |                                   |                                   |                                   |                                   |                                   |  |  |                                                                |                                                                |                                                                |                                                                |                                                                |                                                                |  |  |  |  |  |  |  |  |  |  |  |  |  |  |
| |  |  |  |  |  |  |  |  |  |  |  |                                                                   |                                   |                                   |                                   |                                   |                                   |  |  |                                                                |                                                                |                                                                |                                                                |                                                                |                                                                |  |  |  |  |  |  |  |  |  |  |  |  |  |  |
| |  |  |  |  |  |  |  |  |  |  |  |                                                                   |                                   |                                   |                                   |                                   |                                   |  |  |                                                                |                                                                |                                                                |                                                                |                                                                |                                                                |  |  |  |  |  |  |  |  |  |  |  |  |  |  |
| |  |  |  |  |  |  |  |  |  |  |  | Trinidad Larraín Moxó (1811-1886)                                 | Trinidad Larraín Moxó (1811-1886) | Trinidad Larraín Moxó (1811-1886) | Trinidad Larraín Moxó (1811-1886) | Trinidad Larraín Moxó (1811-1886) | Trinidad Larraín Moxó (1811-1886) |  |  | Mercedes Larraín Moxó (1818-1903)                              | Mercedes Larraín Moxó (1818-1903)                              | Mercedes Larraín Moxó (1818-1903)                              | Mercedes Larraín Moxó (1818-1903)                              | Mercedes Larraín Moxó (1818-1903)                              | Mercedes Larraín Moxó (1818-1903)                              |  |  |  |  |  |  |  |  |  |  |  |  |  |  |
| |  |  |  |  |  |  |  |  |  |  |  | Trinidad Larraín Moxó (1811-1886)                                 | Trinidad Larraín Moxó (1811-1886) | Trinidad Larraín Moxó (1811-1886) | Trinidad Larraín Moxó (1811-1886) | Trinidad Larraín Moxó (1811-1886) | Trinidad Larraín Moxó (1811-1886) |  |  | Mercedes Larraín Moxó (1818-1903)                              | Mercedes Larraín Moxó (1818-1903)                              | Mercedes Larraín Moxó (1818-1903)                              | Mercedes Larraín Moxó (1818-1903)                              | Mercedes Larraín Moxó (1818-1903)                              | Mercedes Larraín Moxó (1818-1903)                              |  |  |  |  |  |  |  |  |  |  |  |  |  |  |
| |  |  |  |  |  |  |  |  |  |  |  | José Toribio Larraín Larraín                                      | José Toribio Larraín Larraín      | José Toribio Larraín Larraín      | José Toribio Larraín Larraín      | José Toribio Larraín Larraín      | José Toribio Larraín Larraín      |  |  | Teresa Cerveró Larraín                                         | Teresa Cerveró Larraín                                         | Teresa Cerveró Larraín                                         | Teresa Cerveró Larraín                                         | Teresa Cerveró Larraín                                         | Teresa Cerveró Larraín                                         |  |  |  |  |  |  |  |  |  |  |  |  |  |  |
| |  |  |  |  |  |  |  |  |  |  |  | José Toribio Larraín Larraín                                      | José Toribio Larraín Larraín      | José Toribio Larraín Larraín      | José Toribio Larraín Larraín      | José Toribio Larraín Larraín      | José Toribio Larraín Larraín      |  |  | Teresa Cerveró Larraín                                         | Teresa Cerveró Larraín                                         | Teresa Cerveró Larraín                                         | Teresa Cerveró Larraín                                         | Teresa Cerveró Larraín                                         | Teresa Cerveró Larraín                                         |  |  |  |  |  |  |  |  |  |  |  |  |  |  |
| |  |  |  |  |  |  |  |  |  |  |  | Cristina Larraín Gandarillas                                      | Cristina Larraín Gandarillas      | Cristina Larraín Gandarillas      | Cristina Larraín Gandarillas      | Cristina Larraín Gandarillas      | Cristina Larraín Gandarillas      |  |  | Jorge Santa María Cerveró                                      | Jorge Santa María Cerveró                                      | Jorge Santa María Cerveró                                      | Jorge Santa María Cerveró                                      | Jorge Santa María Cerveró                                      | Jorge Santa María Cerveró                                      |  |  |  |  |  |  |  |  |  |  |  |  |  |  |
| |  |  |  |  |  |  |  |  |  |  |  | Cristina Larraín Gandarillas                                      | Cristina Larraín Gandarillas      | Cristina Larraín Gandarillas      | Cristina Larraín Gandarillas      | Cristina Larraín Gandarillas      | Cristina Larraín Gandarillas      |  |  | Jorge Santa María Cerveró                                      | Jorge Santa María Cerveró                                      | Jorge Santa María Cerveró                                      | Jorge Santa María Cerveró                                      | Jorge Santa María Cerveró                                      | Jorge Santa María Cerveró                                      |  |  |  |  |  |  |  |  |  |  |  |  |  |  |
| |  |  |  |  |  |  |  |  |  |  |  |                                                                   |                                   |                                   |                                   |                                   |                                   |  |  | Marquesa de Larraín, 1995                                      |                                                                |                                                                |                                                                |                                                                |                                                                |  |  |  |  |  |  |  |  |  |  |  |  |  |  |
| |  |  |  |  |  |  |  |  |  |  |  | Cecilia Undurraga Larraín                                         | Cecilia Undurraga Larraín         | Cecilia Undurraga Larraín         | Cecilia Undurraga Larraín         | Cecilia Undurraga Larraín         | Cecilia Undurraga Larraín         |  |  | Gabriela Santa María Ovalle (1917-2018) II marquesa de Larraín | Gabriela Santa María Ovalle (1917-2018) II marquesa de Larraín | Gabriela Santa María Ovalle (1917-2018) II marquesa de Larraín | Gabriela Santa María Ovalle (1917-2018) II marquesa de Larraín | Gabriela Santa María Ovalle (1917-2018) II marquesa de Larraín | Gabriela Santa María Ovalle (1917-2018) II marquesa de Larraín |  |  |  |  |  |  |  |  |  |  |  |  |  |  |
| |  |  |  |  |  |  |  |  |  |  |  | Cecilia Undurraga Larraín                                         | Cecilia Undurraga Larraín         | Cecilia Undurraga Larraín         | Cecilia Undurraga Larraín         | Cecilia Undurraga Larraín         | Cecilia Undurraga Larraín         |  |  | Gabriela Santa María Ovalle (1917-2018) II marquesa de Larraín | Gabriela Santa María Ovalle (1917-2018) II marquesa de Larraín | Gabriela Santa María Ovalle (1917-2018) II marquesa de Larraín | Gabriela Santa María Ovalle (1917-2018) II marquesa de Larraín | Gabriela Santa María Ovalle (1917-2018) II marquesa de Larraín | Gabriela Santa María Ovalle (1917-2018) II marquesa de Larraín |  |  |  |  |  |  |  |  |  |  |  |  |  |  |
| |  |  |  |  |  |  |  |  |  |  |  | Eduardo Ovalle Undurraga                                          |                                   |                                   |                                   |                                   |                                   |  |  |                                                                |                                                                |                                                                |                                                                |                                                                |                                                                |  |  |  |  |  |  |  |  |  |  |  |  |  |  |
| |  |  |  |  |  |  |  |  |  |  |  |                                                                   |                                   |                                   |                                   |                                   |                                   |  |  |                                                                |                                                                |                                                                |                                                                |                                                                |                                                                |  |  |  |  |  |  |  |  |  |  |  |  |  |  |
| |  |  |  |  |  |  |  |  |  |  |  | Juan Eduardo Ovalle Gandarillas (n. 1958) III marqués de Larraín  |                                   |                                   |                                   |                                   |                                   |  |  |                                                                |                                                                |                                                                |                                                                |                                                                |                                                                |  |  |  |  |  |  |  |  |  |  |  |  |  |  |